# Ломницький Штит

Підйом канатною дорогою на вершину

Кабінка канатної дороги

Ломницький Штит (словац. Lomnický štít) — вершина в Високих Татрах (Західні Карпати), на території Словаччини. Є другою за висотою вершиною у Татрах. Висота 2 633,9 метри.
Гора складена гранодіоритами.

## Характеристика
Ломницький штит є найзнаменитішим штитом Татр. В минулому вважався найвищою вершиною Високих Татр. Має форму тригранної піраміди. На ній розташована найвища обсерваторія на території Словаччини, яка належить Словацькому метеорологічному товариству, із 1957 року тут також відкрита телевізійна ретрансляційна вежа.
На горі є штучно створене озеро, яке живиться талими водами від снігу, що лежить на вершині навіть влітку.

## Туризм
Ломницький Штит є туристичним курортом, що відомий не тільки у Словаччині, але й у Східній Європі. Для підйому на вершину діє канатна дорога. Особливо відчайдушні туристи можуть дістатися на вершину Штиту пішки по спеціально прокладених доріжках. Спуститись з гори можна за допомогою гірського велосипеда влітку, або лиж взимку.